# Mackenyu
Mackenyu Arata, né Mackenyu Maeda (前田 真剣佑, Maeda Makken'yū) le 16 novembre 1996 à Los Angeles, est un acteur américano-japonais. Il est le fils de Sonny Chiba. Il est principalement connu pour sa participation à la trilogie Chihayafuru.

## Biographie
Mackenyu Maeda nait le 16 novembre 1996 à Los Angeles de parents japonais, Tamami Chiba et Sonny Chiba. Il a une demi-sœur nommé Juri Manase (en) (née d'un précédent mariage de son père) et un frère nommé Gordon Maeda (en),. Il fréquente le Beverly Hills High School (en).

## Carrière
Il apparait dans de petits rôles télévisées comme Team Astro (Astro Kyūdan, 2005), ou encore le film japonais Oyaji (2007). Il pratique dès l'âge de 8 ans le karaté Kyokushinkai.
Âgé de 15 ans, Mackenyu découvre un film japonais qui lui donne envie de faire carrière. Pour cela, il s'établit au Japon.
En 2014, âgé de 16 ans, Mackenyu tient pour la première fois un premier rôle dans le long métrage Take a Chance (2015). Il décide de rester au Japon car selon lui c'est le meilleur endroit pour apprendre en raison des rôles variés qu'on y propose.
En 2018, il tente l'aventure à Hollywood avec Pacific Rim: Uprising de Steven S. DeKnight où il incarne le cadet Ryoichi. En 2021, il est annoncé qu'il interprétera Seiya dans Knights of the Zodiac, adaptation du célèbre manga Saint Seiya. Il joue aussi dans une autre adaptation d'un célèbre manga, One Piece, cette fois pour une série Netflix sortie en 2023. Il y tient le rôle de Roronoa Zoro.
En 2022, il est choisi pour prêter ses traits à Scar dans une adaptation en prises de vues réelles de Fullmetal Alchemist.

## Filmographie
- 2015 : Tadaima (court métrage) : George
- 2015 : Kamen Rider Drive the Movie: Surprise Future (劇場版 仮面ライダードライブ サプライズ・フューチャー, Gekijōban Kamen Raidā Doraibu Sapuraizu Fyūchā?) : Eiji Tomari
- 2015 : Take a Chance de Shihan Oyama : Masa
- 2016 : Chihayafuru: Kami no ku (ちはやふる 上の句?) de Norihiro Koizumi : Arata Wataya
- 2016 : Chihayafuru: Shimo no ku (ちはやふる 下の句?) de Norihiro Koizumi : Arata Wataya
- 2016 : Night's Tightrope (少女, Shōjo?) de Yukiko Mishima : Hikaru Makise
- 2016 : Bitter Sweet (にがくてあまい, Nigakute amai?) de Shōgo Kusano : Atsushi Babazono
- 2017 : Jojo's Bizarre Adventure Diamond Is Unbreakable Chapitre 1 (ジョジョの奇妙な冒険 ダイヤモンドは砕けない 第一章, Jojo no kimyō na bōken: Daiyamondo wa kudakenai - dai isshō?) de Takashi Miike : Okuyasu Nijimura
- 2017 : Peach Girl (ピーチガール, Pīchigāru?) de Miwa Ueda : Kazuya "Tōji" Tōjigamori
- 2018 : Pacific Rim: Uprising de Steven S. DeKnight : le cadet Ryoichi
- 2018 : Chihayafuru Part 3 (ちはやふる 結び, Chihayafuru musubi?) de Norihiro Koizumi : Arata Wataya
- 2018 : Code Blue (コード・ブルー～ドクターヘリ緊急救命～, Kodo Buru: Dokuta heri kinkyu kyumei?) de Masami Nishiura : Akio Kishida
- 2019 : Tokyo Ghoul S (トーキョーグール, Tōkyō gūru esu?) de Takuya Kawasaki et Kazuhiko Hiramaki : Sōta
- 2019 : Ni no kuni (二ノ国) de Yoshiyuki Momose : Haru (voix)
- 2020 : Kaiji: Final Game (カイジ ファイナルゲーム, Kaiji fainaru gēmu?) de Nobuyuki Fukumoto : Minato Hirose
- 2020 : Our 30-Minute Sessions (サヨナラまでの30分, Sayonara made no 30-bun?) de Kentarō Hagiwara : Aki Miyata
- 2021 : The Master Plan (名も無き世界のエンドロール, Na mo naki sekai no end roll?) de Yūichi Satō : Makoto
- 2021 : Kenshin : L'Achèvement (るろうに剣心 最終章 The Final, Rurōni Kenshin saishū shō: The Final?) de Keishi Ōtomo : Enishi Yukishiro
- 2022 : Fullmetal Alchemist : La vengeance de Scar : Scar
- 2022 : Fullmetal Alchemist : La dernière alchimie : Scar
- 2023 : Les Chevaliers du Zodiaque (聖闘士星矢 The Beginning, Knights of the Zodiac?) de Tomasz Bagiński : Seiya
- 2023 : One Piece (série TV) : Roronoa Zoro
- 2023 : Dragons de Wonderhatch (série TV) : Akuta

## Scénographie
- 2016 : Hana yori dango, the Musical de Yumi Suzuki : Sojiro Nishikado[9]
- 2018 : ZEROTOPIA de Chikyū Gorgeous : Atlas
- 2020 : Hoshi no daichi ni furu namida The Musical (星の大地に降る涙 The Musical) de Chikyū Gorgeous : Shachi

## Voix françaises
- Arthur Khong dans :
  - Les Chevaliers du Zodiaque
  - One Piece (série télévisée)
- Antoine Tomé dans :
  - Fullmetal Alchemist : La vengeance de Scar
  - Fullmetal Alchemist : La dernière alchimie

et aussi
- Alexandre Bierry dans Pacific Rim: Uprising
- Gauthier Battoue dans Ni no Kuni (voix)
- Maxime Van Santfoort  (Belgique) dans Kenshin : L'Achèvement

## Distinctions
Sauf indication contraire, les informations mentionnées dans cette section peuvent être confirmées par la base de données cinématographiques IMDb,  présente dans la section « Liens externes ».

### Récompenses
- Asians On Film Festival 2015 : meilleur acteur dans un second rôle pour Tadaima
- Japan Academy Prize 2017 : meilleur nouveau venu pour Chihayafuru Part 1

### Nominations
- Prix Hōchi du cinéma 2016 : meilleure révélation pour Chihayafuru Part 1
- Prix du film Mainichi 2017 : meilleure révélation pour Chihayafuru Part 1